# Zagęszczarka

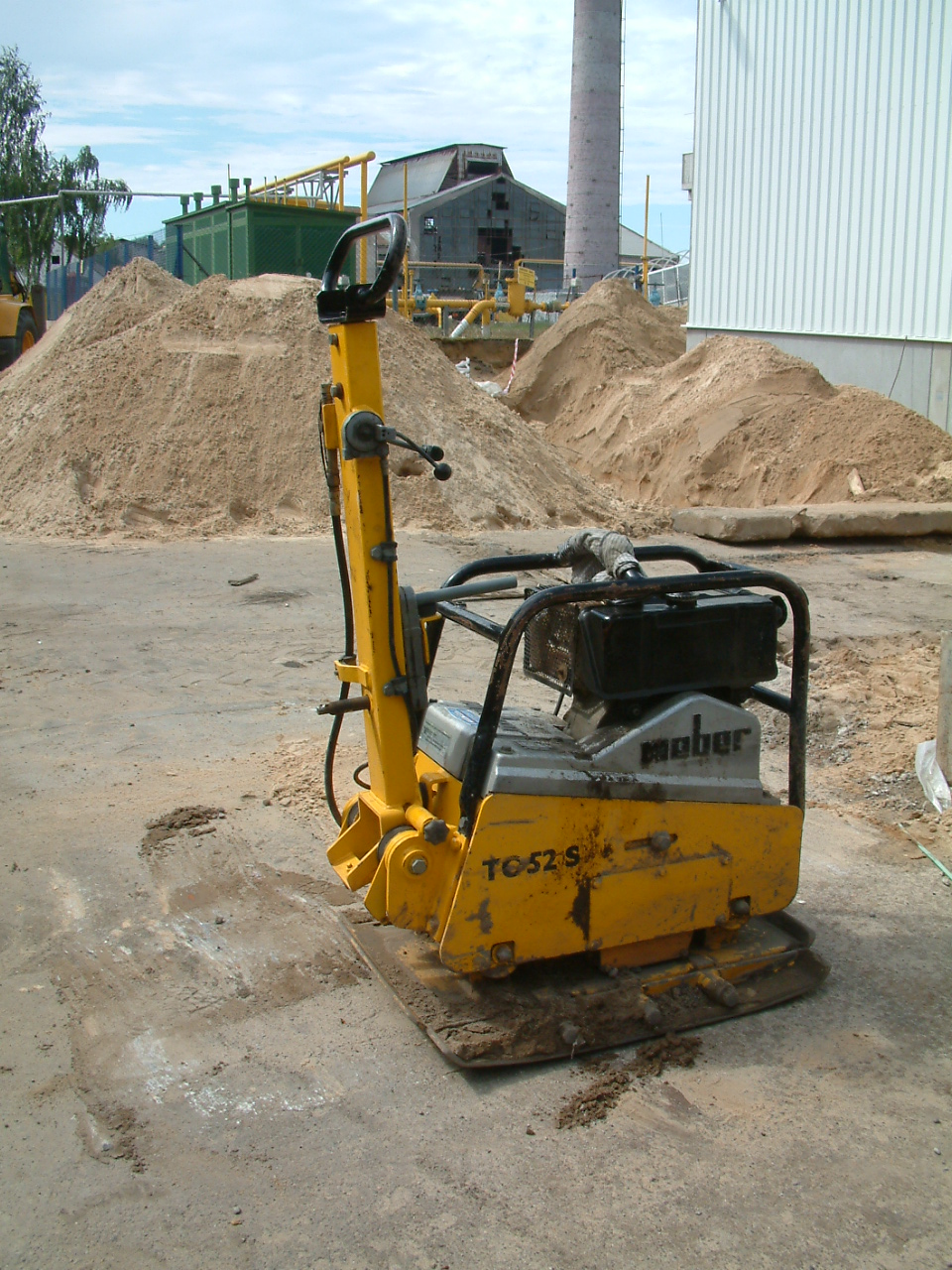
Zagęszczarka płytowa

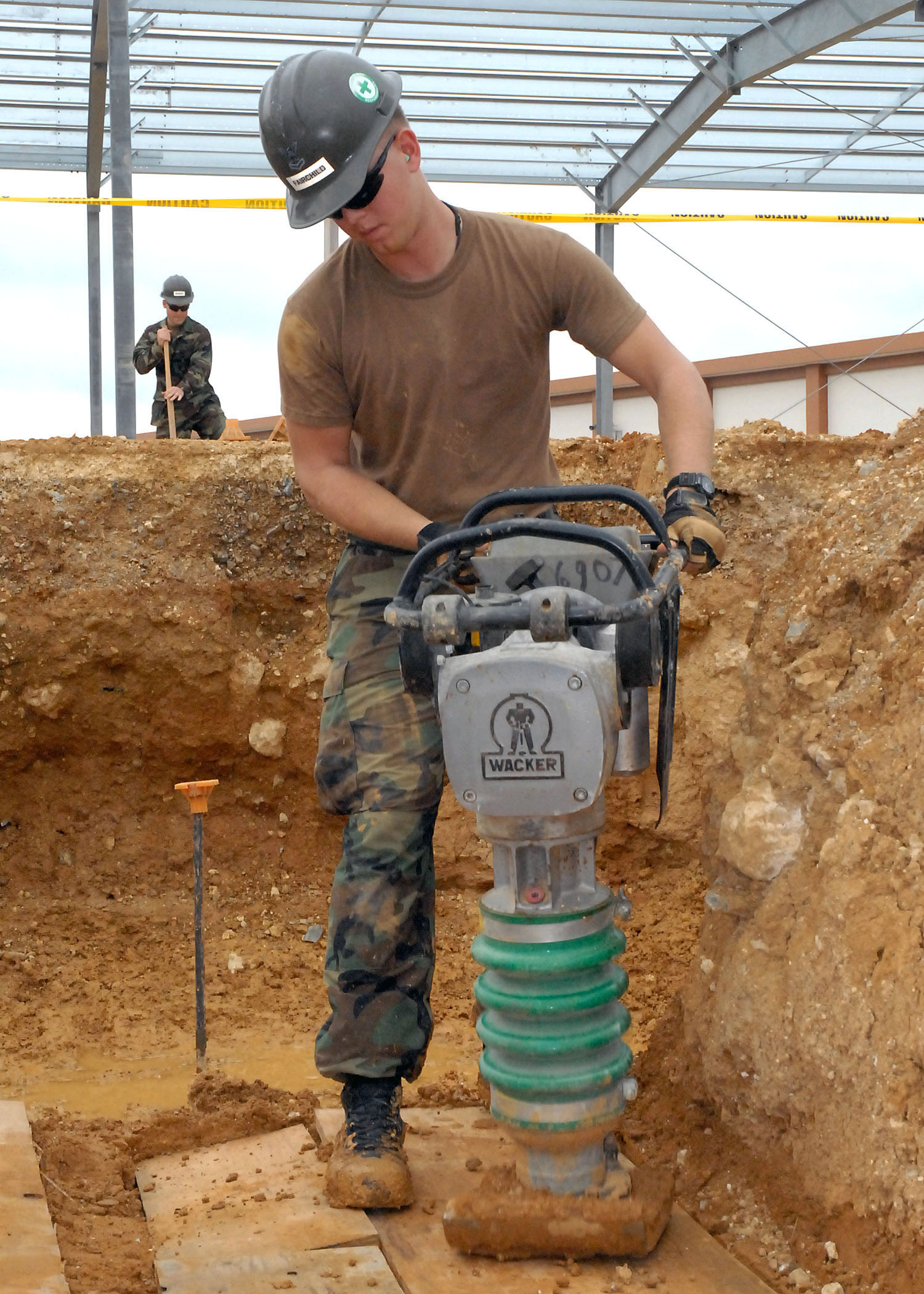
Mała zagęszczarka stopowa, tzw. "skoczek"

Zagęszczarka (np. zagęszczarka wibracyjna, zagęszczarka płytowa, zagęszczarka stopowa) – maszyna stosowana do zagęszczania podłoża (gruntu, nawierzchni) poprzez proces wibrowania. Elementem roboczym jest płyta metalowa wzbudzana przez układ wibracyjny napędzany silnikiem elektrycznym lub spalinowym. 
Układ wibracyjny zagęszczarki zbudowany jest przeważnie z jednego lub z dwóch wałków mimośrodowych umieszczonych bezpośrednio na płycie wibracyjnej w szczelnie zamkniętej obudowie.
Zagęszczarki są powszechnie stosowane przy drobnych pracach budowlanych, zagęszczaniu podłoża przy kładzeniu przewodów,  kostki brukowej, naprawach dróg, przy pracach w trudno dostępnych miejscach.
Parametry określające zagęszczarki:
- masa zagęszczarki (kg)
- wymiary płyty roboczej zagęszczarki (mm)
- częstotliwość wibracji (Hz)
- wartość siły odśrodkowej (kN)
- głębokość zagęszczania (cm)
- prędkość robocza (m/s)

Wyróżnia się kilka typów zagęszczarek:
- stopowe (tzw. ubijaki)
- jednokierunkowe
- dwukierunkowe (nawrotne)
- podczepiane do maszyn (np. ciągników)